# Anna Linn Moll
Anna Linn Moll (* 16. August 2006 als Anna Linn Puls) ist eine deutsche Tennisspielerin.

## Karriere
Moll spielt bislang vor allem auf der ITF Junior Tour und der ITF Women’s World Tennis Tour, wo sie bislang einen Titel im Doppel gewinnen konnte.
2020 nahm Moll am Les Petits As teil. Im November erhielt sie eine Wildcard für das Hauptfeld des Dameneinzels der nationalen deutschen Hallen-Tennismeisterschaften, wo sie in der ersten Runde mit 1:6 und 0:6 gegen Emily Seibold verlor.
2022 erhielt sie wieder eine Wildcard für die nationalen deutschen Hallen-Tennismeisterschaften, wo sie mit einem Sieg über Steffi Bachofer ins Achtelfinale einzog, dort aber gegen Laura Isabel Putz verlor.
2023 wurde Moll ins Porsche-Junior-Team des DTB aufgenommen.
2024 startete Moll im Januar in der Qualifikation zum Juniorinneneinzel der Australian Open, wo sie aber nicht ins Hauptfeld einziehen konnte. Im Mai gewann sie die rheinland-pfälzischen Tennismeisterschaften.
Ab 2023 spielte Moll für den TC Ludwigshafen in der 2. Tennis-Bundesliga der Damen, seit 2025 tritt sie für den Heidelberger TC an.

## Turniersiege

### Doppel
| Nr. | Datum             | Turnier | Kategorie | Belag | Partnerin    | Finalgegnerinnen               | Ergebnis |
| --- | ----------------- | ------- | --------- | ----- | ------------ | ------------------------------ | -------- |
| 1.  | 23. November 2024 | Antalya | ITF W15   | Sand  | Laura Böhner | Nicole Rivkin Karolína Vlčková | 6:3, 6:3 |